# Circolo di Santo Spirito
Con Circolo di Santo Spirito si intendeva il cenacolo di umanisti fiorentini tra XIV e XV secolo, animato da Luigi Marsili e Giovanni Boccaccio prima, e da Coluccio Salutati e Leonardo Bruni poi, presso la Basilica di Santo Spirito.

## Storia
In seguito all'attecchimento della filosofia e della proposta letteraria petrarchesca a Firenze, grazie all'azione soprattutto del discepolo e autore del Decameron Giovanni Boccaccio, si formò intorno a quest'ultimo un gruppo di giovani intellettuali appassionati dell'ideale umanistico che iniziarono, grazie all'azione di fra' Luigi Marsili da un lato e di fra' Martino da Signa dall'altro, a riunirsi nella Basilica di Santo Spirito a Firenze. Boccaccio, forte dell'autorità morale ed intellettuale che aveva, raccolse intorno a sé il futuro cancelliere della Repubblica Fiorentina Coluccio Salutati, lo stesso Martino da Signa (destinatario poi della biblioteca del Boccaccio) e Benvenuto da Imola. Dopo la morte di Boccaccio (1375), l'eredità del circolo umanista fu raccolta da Coluccio Salutati il quale, forte della sua erudizione e della sua propaganda dell'umanesimo civile, continuò le discussioni dotte e filosofiche presso il convento agostiniano, accogliendo i futuri umanisti Roberto de' Rossi, Palla Strozzi, Jacopo d'Angelo, Poggio Bracciolini, Niccolò Niccoli, Leonardo Bruni ed infine il monaco camaldolese Ambrogio Traversari. A Santo Spirito si discutevano di questioni filologiche (le scoperte dei vari codici latini e greci nelle varie biblioteche europee), letterarie (il valore di Dante in seguito al rinnovamento degli studi classici, come si può vedere dai Dialogi ad Petrum Histrum; il valore della poesia come vehiculum Deo), politologiche (Firenze come erede della Roma repubblicana in contrapposizione alla tirannide viscontea), filosofiche. L'esperienza del circolo di Santo Spirito si esaurì con il finire dell'umanesimo civile dovuta all'instaurazione della criptosignoria medicea con Cosimo de' Medici e la fondazione dell'Accademia neoplatonica di Careggi.